# Bisbat de Sant Joan de Mauriena
El bisbat de Sant Joan de Mauriena (francès Saint-Jean-de-Maurienne) és una jurisdicció eclesiàstica (diòcesi) creada pel rei Guntram de Borgonya, net de Clodoveu I, el 565/574, corresponent a la vall de la Mauriena o Moriena. La diòcesi incloïa la vall de Mauriena, la vall de Susa, la vall de Lanz, la vall de Bardonescha (Bardonnèche) i el Briançonès (Briançonnais).

## El bisbat
La ciutat de Mauriena va rebre de santa Tecla al segle vi, unes relíquies de sant Joan Baptista (tres dits de la mà). En aquesta ocasió, Guntram, rei de Borgonya, va construir una catedral dedicada a Joan Baptista, el 565 o 579, marcant el començament del bisbat. Més enllà de l'aspecte espiritual, Guntram va sostreure la vall a l'autoritat del bisbe de Torí, prenent així el control sobre les valls de Susa i de Briançon. Aquesta política li va permetre controlar les valls alpines entre el seu regne i els territoris longobards, de la planura del riu Po. En aquesta perspectiva de substitució, la nova església de Mauriena fou consagrada no pel bisbe de Torí, sinó per l'arquebisbe de Viena, igual com la consagració de Felmasi, el primer bisbe, que fou consagrat al sínode de Châlons.
L'emperador Conrad II el Sàlic havent agafat la corona del Regne de Borgonya el 1032 es va fer reconèixer en les seves noves possessions; només el bisbe de Mauriena li va refusar l'homenatge. Comandant de les marques de Mauriena, Humbert de les Blanques Mans, va agafar la ciutat per assalt després d'un llarg setge i la va cremar per tal de sotmetre el bisbe rebel. Això va marcar l'emergència de la casa de Savoia amb el primer comte Humbert I a Mauriena, que el 1038 va rebre el títol de comte de Mauriena. El mateix any, a la mort del bisbe Eberard, la diòcesi der Mauriena fou suprimida i unida a la de Torí. Fou restablerta el 1045, a la mort del bisbe de Torí. Saint-Jean-de-Maurienne serà la primera necròpoli de la casa de Savoia. El bisbe controlava 17 comunes (poder de justícia, encunyació de moneda). D'altra banda, aquest control del bisbat sobre el territori va produir un motí, les revoltes dels Arves, al final de l'any 1326. El palau episcopal fou cremat amb algunes cases. El bisbe Aimó d'Hurtières va decidir, el 2 de febrer de 1327, signar un tractat amb el comte. En aquesta ocasió, el comte es va atribuir el poder temporal sobre la Mauriena, però els bisbes no van renunciar fins al 1768/1769, als seus títols i als seus poders temporals.
El 1792, la Savoia fou afectada pel moviment revolucionari francès. L'assemblea dels Al·lobroges es va reunir el 22 d'octubre i va confiscar els béns del clergat el 26. El 27 va abolir els privilegis. La Convenció nacional va acceptar l'annexió de la Savoia, que va esdevenir el 84è departament francès sota el nom de departament del Mont-blanc. Chambéry va continuar sent cap de districte, Annecy va acollir la seu del bisbat constitucional. El concordat de 2 d'abril de 1802 va crear un gran Bisbat de Chambéry-Ginebra, confiat provisionalment a monsenyor Paget. Això va posar fi a l'arquebisbat de Moûtiers-Tarentaise. El concordat de 1802 va reunir, amb el títol de Chambéry i Ginebra, el conjunt dels dos departaments savoians, posant fi a l'arxidiòcesi de Sent-Jian-de-Môrièna. De 1803 a 1825, el Bisbat de Moûtiers fou reunit al de Chambèri.
Des de 1966, un decret de la Santa Seu va unir les diòcesis de Chambéry, de Moûtiers (bisbat de Moûtiers-Tarentàsia) i de Saint-Jean-de-Maurienne amb el mateix bisbe per les tres diòcesis que seria al mateix temps arquebisbe de Chambèri, bisbe de Mauriena i bisbe de Tarentàsia.

## Llista de bisbes
- vers 341, Lucianus
- 579, sant Felmasi,[4][5] primer bisbe de Mauriena, consagrat al concili de Chalon de 579.
- 581 - 602, Sant Econi (Æconius o Hiconius, signa les actes del I i del II concilis de Mâcon
- 650, Leporius, conflicte de límits amb Ambrun, la frontera fou delimitada pel duc Meró, enviat reial.
- 725-735, Walchinus o Valchinus, fill del duc Meró
- 736 Sant Emilià, màrtir dels sarraïns vers 738.[6] Existència dubtosa
- 773, Vitgarius
- 837, Mainard
- 855, Josep
- 858, Abbó
- 876, Adalbert
- 899, Guillem
- abans de 915, Benet
- 915 - 926, sant Odilard (o sant Edolard), mort amb l'arquebisbe d'Ambrun, sant Benet, pels sarraïns[7] Present als concilis de Châlons el 915 i Charlieu el 926.
- 994 - 1025, Eberard
- 1037, Usard
- vers 1030 - 1060, Teobald
- 1060 - 1073, Brocard o Burcard
- 1075 - 1081, Artal
- Arnold (?)
- 1081 - 1112, Conó, d'una rica família de Ginebra
- 1112 - 1124, Amadeu de Faucigny, fill del baró Guillem de Faucigny
- 1124 - 1132, Conó o Conan II
- 1132 - 1134, Airald I (sant Airald, abans monjo de la cartoixa de Portes.[8]
- 1134 - 1146, Airald II o Airold, fill de Guillem I de Borgonya, germà del papa Calixt II i de Ramon de Borgonya, rei de Castella
- 1146 - 1158, Bernat I
- Guiu o Hug (?)
- 1158 - 1160, Airald III
- 1160 - 1176, Guillem II
- 1177, Pere
- 1177 - 1198, Lambert
- 1198 - 1200, Al·levard (no consagrat)
- 1200 - 1212, Bernat II de Chignin
- 1213 - 1220, Amadeu de Ginebra
- 1221 - 1235, Aimar de Bernin o Pere d'Arenis
- 1236 - 1256, Amadeu de Miribel, († 1268), fill de Tomàs I de Savoia, comte de Savoia
- 1256 - 1261, Pere de Morestel (+ 1261)
- 1262 - 1269, Anselm/Antelm de Cappela o de Clermont-Tonnerre (+ 1269)
- 1269 - 1273, Pere de Guelis (+ 1273)
- 1273 - 1301, Aimó de Miolans (+ 1301)
- 1301 - 1308, Amblard d'Entremont
- 1308 - 1334, Aimó II de Miolans (+1334)
- 1334 - 1349, Antelm de Clermont (+1349)
- 1349 - 1376, Amadeu de Savoia-Acaia, bisbe de Mauriena i de Lausana (+1376), fill de Felip I, comte de Piemont.
- 1376 - 1380, Joan Malabaïla
- 1381 - 1383, Enric de Sévery, després bisbe de Rodès el 1385
- 1383 - 1410, Saví de Florano, abans bisbe de Toul
- 1410 - 1422, Amadeu VI de Montmayeur, fill de Gaspar de Montmayeur, gran mariscal de Savoia; abans fou abat de Saint-Michel-de-la-Cluse
- 1422 - 1432, Aimó de Gerbaix de Sonnaz
- 1433 - 1441, Oger Moriset/Morisetti, dit Oger de Conflans, nascut a Conflans, fou bisbe d'Aosta entre 1411 i 1433.
- 1441 - 1451, Lluís de La Palud, Cardenal de Varembon, abans bisbe de Lausana
- 1451 - 1452, cardenal Joan de Segòvia, ardiaca de Villaviciosa, cardenal de Saint-Calixte en 1441 però deposat a l'abdicació del papa Amadeu VIII de Savoia (Fèlix V) el 1449, sent llavors bisbe de Saint-Paul-Trois-Châteaux i l'octubre de 1451, bisbe de Saint-Jean-de-Maurienne que va haver d'abandonar el febrer de 1452 per esdevenir prior d'Aiton. Fou arquebisbe de Cesarea in partibus infidelium el 1452. Va escriure una història del concili de Basilea abans de morir el 1458.[9][10]
- 1452 - 1453, cardenal Guillaume d'Estouteville, bisbe d'Angers abans; després bisbe de Lodeva, arquebisbe de Rouen, bisbe d'Òstia i bisbe de Porto
  - 1453 - 1483, cardenal Guillaume d'Estouteville (administrador apostòlic)
- 1483 - 1499, Esteve de Morel, abat d'Ambronay (Bresse)
- 1499 - 1541, cardenal Lluís de Gorrevod (Louis II de Gorrevod de Challand), primer bisbe de Bourg-en-Bresse, canonge de Ginebra per designació del papa Alexandre VI
- 1541 - 1544, Jean-Philibert de Loriol de Châles, nebot de l'anterior
- 1544 - 1559, cardenal Girolamo Recanati Capodiferro (Jérôme Riceval)
- 1560 - 1563, Brandolesius de Trottis
  - 1563 - 1567, cardenal Hipòlit d'Este (administrador apostòlic)
- 21 de novembre de 1567 – 1591, Pere de Lambert
- 1591 - 1618, Philibert Milliet de Faverges (refugiat a Torí durant la guerra entre França i Savoia al final del segle xvi, va ser nomenat arquebisbe de Topró el 1618 i va morir poc després; nebot de l'anterior
- 1618 - 1636, Charles Bobba, noble de Montferrat
- ... Desconegut/s
- 1640 - 1656, Paul Milliet de Challes, nebot de Philibert Milliet de Faverges
- 1656 - 1686, Hercule Berzélius, antic soldat
- 1686 - 1736/1741, François-Hyacinthe Valpergue de Masin[11]
- 1736 - 1741, vacant
- 1741 - 1756, Ignace-Dominique Grisella de Rosignan
- 1756 - 1778, cardenal Carlo Giuseppe Filippa della Martiniana, comte de Martiniana
- 1780 - 1793, Charles-Joseph Compans de Brichanteau, fill del marquè de Nangis. A la revolució va fugir a Tori.

Diòcesi incorporada a la nova de Chambèri-Ginebre el 1792, restablerta el 1825
- 1802 - 1805, René des Monstiers de Mérinville, bisbe de Chambèri i Ginebra
- 1805 - 1823, Irénée-Yves de Solle, bisbe de Chambèri i Ginebra
- 1825 - 1840, cardenal Alexis Billiet, bisbe de Mauriena, després arquebisbe de Chambèri
- 1840 - 1876, François-Marie Vibert, Príncep d'Aiguebelle, comte romà
- 1876 - 1906, Michel Rosset, bisbe in partibus de Parion, després bisbe de Mauriena
- 1906 - 1924, Adrien Alexis Fodéré
- 1924 - 1946, Auguste Grumel
- 1946 - 1954, Frédéric Duc
- 1954 - 1956, Louis Ferrand
- 1956 - 1960, Joël Bellec
- 1961 - 1985, André Bontemps, des de 1966 arquebisbe de Chambèri, bisbe de Mauriena i de Tarentàsia
- 1985 - 2000, Claude Feidt, arquebisbe de Chambèri, bisbe de Mauriena i de Tarentàsia
- 2000 - 2008, Laurent Ulrich, arquebisbe de Chambèri, bisbe de Mauriena i de Tarentàsia, després arquebisbe de Lila
- Després de 2008, Philippe Ballot, arquebisbe de Chambèri, bisbe de Mauriena i de Tarentàsia

## Bisbes sense data coneguda
- Sant Euconi (Euchonius)
- Sant Lepori (Leporius)
- Brondolesi o Brondellus de Trottis
- Hirconius
- Teobald